# NWA World Tag Team Championship
Die NWA World Tag Team Championship ist ein Tag Team-Wrestling-Titel der National Wrestling Alliance. Von 1948 bis 1982 erlaubte die NWA ihren Mitgliedern, ihre eigene Meisterschaft für ihr Territorium einzuführen. Diese lief oft auch unter dem offiziellen Namen, obwohl jedes Territorium seinen eigenen Titel hatte. Daher ist die Geschichte des Titels sehr kompliziert. Die derzeitige Version des Titels wurde am 11. April 1995 im Rahmen eines Turniers eingeführt.

## Geschichte des Titels

### NWA-Territorien (1950–1982)

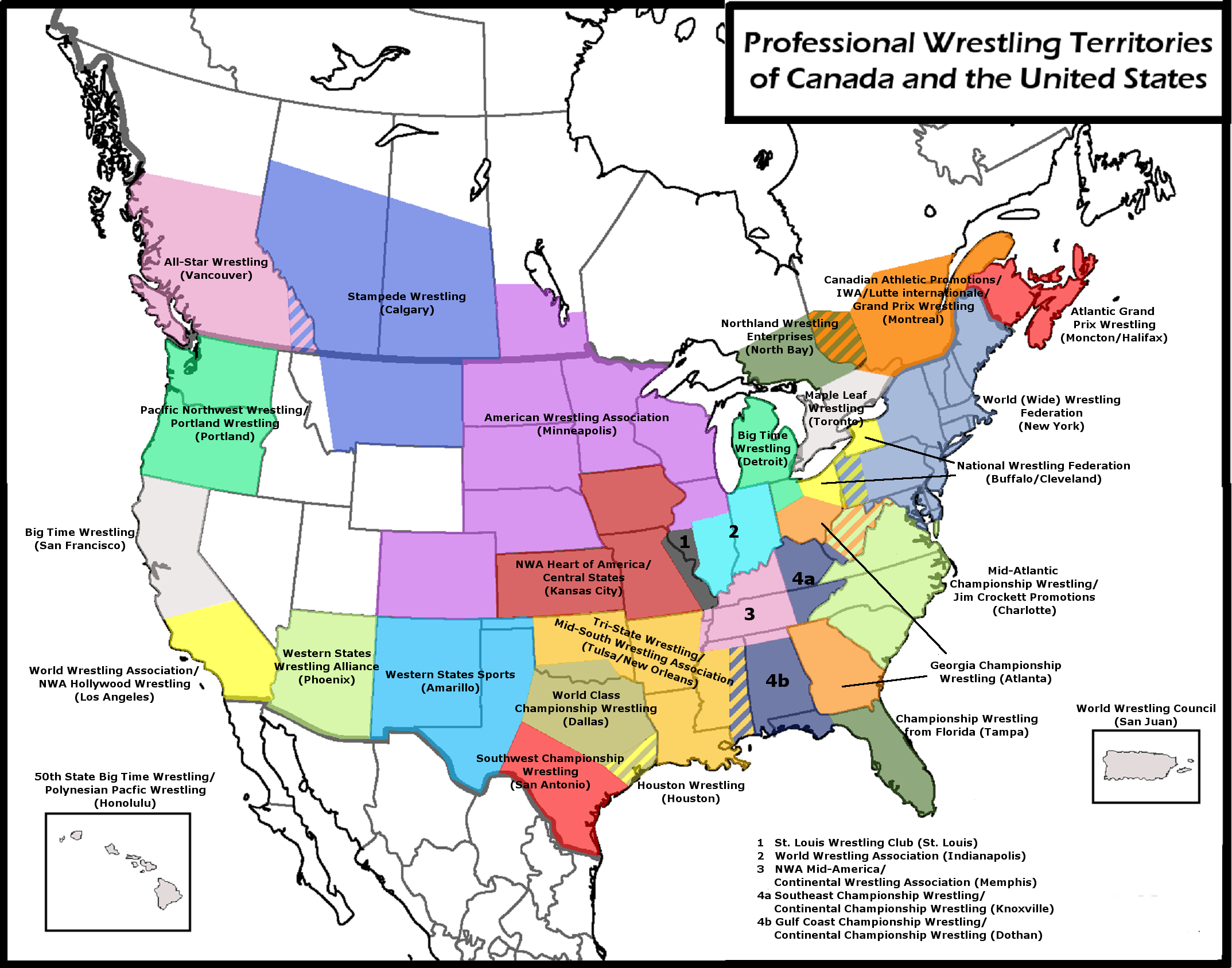
NWA-Territorialsystem

Als 1948 das Territorialprinzip der NWA ausgerufen wurde, war das Tag-Team-Wrestling noch nicht sehr populär. So führte die NWA keinen eigenen Tag-Team-Gürtel ein und überließ damit den Territorien die Freiheit ihren eigenen „World Tag Team Championship“ einzuführen, der trotz des Namens dann ausschließlich in diesem Territorium ausgekämpft wurde. Dies war auch dadurch möglich, das über Wrestling nicht bundesstaatsübergreifend berichtet wurde und so jedes Territorium im Prinzip machen konnte, was es wollte. Dieser Status war während der gesamten Zeit dieser Phase ein Problem, das bei den regelmäßigen Sitzungen immer wieder angesprochen, aber nie gelöst wurde. Das erste populäre Tag-Team wurde die Dusek Riot Squad, bestehend aus den Brüdern Emil und Ernie Dusek, die 1949 in Los Angeles eine (erste) Version des Titels hielten. Es folgte ein Jahr später das Territorium von San Francisco, den Ray Eckert und Hard Boiled Haggerty hielten. Einen Monat später schließlich führte Midwest Wrestling Association (Kansas, Missouri, Nebraska und Iowa) ihre Version des Titels ein, der wiederum ebenfalls von der Dusek Riot Squad (diesmal vertreten durch Emil und Joe Dusek) gewonnen wurde.
1953 führte Fred Kohler in Chicago eine Version des Titels ein. Dort wurde so getan, als hätten seine Champions Lord James Blears und Lord Lathol Laytham ihre Version in einem anderen Territorium gewonnen, bevor sie zu Kohler wechselten. Dies stimmte nicht, war aber damals eine beliebte Storyline, um den Gürtel glaubhafter zu machen. Dieser Titel wurde wiederum eingesetzt, um in Staat New York die Buffalo Athletic Club-Version bekannt zu machen, den Bill Melby und Billy Darnell von den Chcagoern Titelträgern gewinnen durften. 1954 verwendete die Canadian Athletic Promotion den Titel ebenfalls, allerdings hatte diese Version nur ein Jahr bestand. 1954 kam ebenfalls eine Version von Geogia Championship Wrestling hinzu, die sich ebenfalls auf den Titel von Chicago berief.
1955 entwarfen Paul „Pinkie“ George und Max Clayton eine Version des Championtitels, der in Iowa (Georges Territorium) und Nebraska (Claytons Territorium) galt. Dazu erkannten sie zunächst den Chicago-Titel bis 1955 an und leiteten von dort ihre eigene Version ab. Erste Champions wurden Joe Tangaroa und Guy Brunetti. Im gleichen Jahr bediente sich Big Time Wrestling von Doc Sarpolis und Dory Funk des gleichen Systems, um ihre eigenen Gürtel zu kreieren. Sie ließen die Champions Liwosoki und Neilson ihren Titel verteidigen. Liwosoki blieb eine Zeitlang in West Texas, sein Partner wurde durch Rip Rogers ersetzt. 1956 wurde in Salt Lake City (Territorium Idaho-Utah) eine weitere Championship eingeführt, die auf der Chicago-Version basierte. 1956 folgte außerdem eine Indeanapolis-Version von Nicoli und Boris Volkoff gewonnen wurde.
Auch 1957 wurden drei weitere neue Versionen eingeführt. In Minneapolis wurden The Kalmikoffs (Ivan und Karol) Champions, in Houston-Dallas wurden Verne Gagne und Wilbur Snyder Champions und in Nick Gulas’ NWA Mid-America wurden The Cosicans (Corsica Joe und Corsica Jean) Champions.
Insgesamt entstanden so 13 verschiedene Versionen, die bis etwa 1959/1960 verteidigt wurden. In den beiden Jahren verlor die NWA Territorien, nachdem sich Verne Gagne von ihr los sagte und die American Wrestling Association (AWA) gründete. Dementsprechend wurde ein Teil der World Tag Team Championships in die AWA World Tag Team Championship umgewandelt, die wiederum nur einen Titel hatte.
1961 gründete sich in Florida Championship Wrestling from Florida (CWF). Top-Heels dieses Territoriums wurden Kurt und Karl von Brauners, die dann auch dort die NWA World Tag Team Championship gewinnen durften. Der Titel wurde 1969 durch die NWA Florida Tag Team Championship ersetzt. 1964 bekam Detroit seine Version des Titels. 1966 folgte Vancouver, die den Titel allerdings nur ein Jahr verwendeten, um stattdessen den NWA Canadian Tag Team Championship zu etablieren.
Danach gab es jahrelang keine neuen Versionen, bis NWA Mid-Atlantic seine Version hervorbrachte, die von allen Versionen am längsten Bestand hatte und eine Zeitlang auch der offizielle Titel wurde. Eine letzte Neugründung gab es 1979 in Los Angeles.

#### Übersicht
| Eingeführt | Bis  | Territorium    | Weiteres                                                    | Einzel- nachweise |
| ---------- | ---- | -------------- | ----------------------------------------------------------- | ----------------- |
| 1949       | 1957 | Los Angeles    | 1957 in die San Francisco-Version umgewandelt               | [ 2 ]             |
| 1950       | 1979 | San Francisco  | eingestellt                                                 | [ 3 ]             |
| 1950       | 1979 | Central States | Durch die NWA Central States Tag Team Championship ersetzt  | [ 4 ]             |
| 1953       | 1960 | Chicago        | Durch die AWA World Tag Team Championship ersetzt.          | [ 5 ]             |
| 1953       | 1970 | Ohio-New York  | Durch die NWF World Tag Team Championship ersetzt.          | [ 6 ]             |
| 1954       | 1954 | Montreal       | Eingestellt                                                 | [ 7 ]             |
| 1954       | 1969 | Georgia        | Eingestellt                                                 | [ 8 ]             |
| 1955       | 1959 | Iowa-Nebraska  | Durch die AWA World Tag Team Championship ersetzt           | [ 9 ]             |
| 1955       | 1968 | West Texas     | Durch die NWA Western States Tag Team Championship ersetzt. | [ 10 ]            |
| 1956       | 1960 | Indianapolis   | Durch die AWA World Tag Team Championship ersetzt.          |                   |
| 1956       | 1959 | Idaho-Utah     | Durch die AWA World Tag Team Championship ersetzt.          | [ 11 ]            |
| 1957       | 1960 | Minneapolis    | Durch die AWA World Tag Team Championship ersetzt.          | [ 12 ]            |
| 1957       | 1982 | East Texas     | Durch die NWA American Tag Team Championship ersetzt.       | [ 13 ]            |
| 1957       | 1977 | Mid-America    | Promotion wurde geschlossen.                                | [ 14 ]            |
| 1961       | 1969 | Florida        | Durch die NWA Florida Tag Team Championship ersetzt.        | [ 16 ]            |
| 1964       | 1980 | Detroit        | Promotion wurde geschlossen.                                | [ 17 ]            |
| 1966       | 1967 | Vancouver      | Durch die NWA Canadian Tag Team Championship ersetzt.       | [ 18 ]            |
| 1975       | 1991 | Mid Atlantic   | Wurde zur WCW World Tag Team Championship.                  |                   |
| 1979       | 1982 | Los Angeles    | Promotion wurde geschlossen.                                |                   |

### Offizielle NWA World Tag Team Championship (1982–1991)
Als 1982 das Territorium in Los Angeles geschlossen wurde verblieb die Mid Atlantic-Version der einzige offizielle Tag-Team-Titel der NWA. Es begann der Siegeszug von Jim Crockett Promotions. Jim Crockett wurde 1980 Präsident der NWA und musste gegen den erstarkten Konkurrenten World Wrestling Federation antreten, der von Vince McMahon seit 1982 geleiteten Promotion, die sich landesweit einen Namen machte und die Territorialstruktur der NWA ignorierte. So stellte Jim Crockett sein Mid-Atlantic Championship Wrestling als direkte Konkurrenz auf und es blieb bei einem Championgürtel für die gesamte NWA. 1988 war Crockett gezwungen, seine Promotion an Ted Turner zu verkaufen. Aus Mid-Atlantic Championship Wrestling wurde World Championship Wrestling und so wurde die NWA World Tag Team Championship dementsprechend zum WCW World Tag Team Championship mit Doom (Ron Simmons und Butch Reed) als erste Champions.

### Zusammenarbeit mit der WCW (1992–1998)

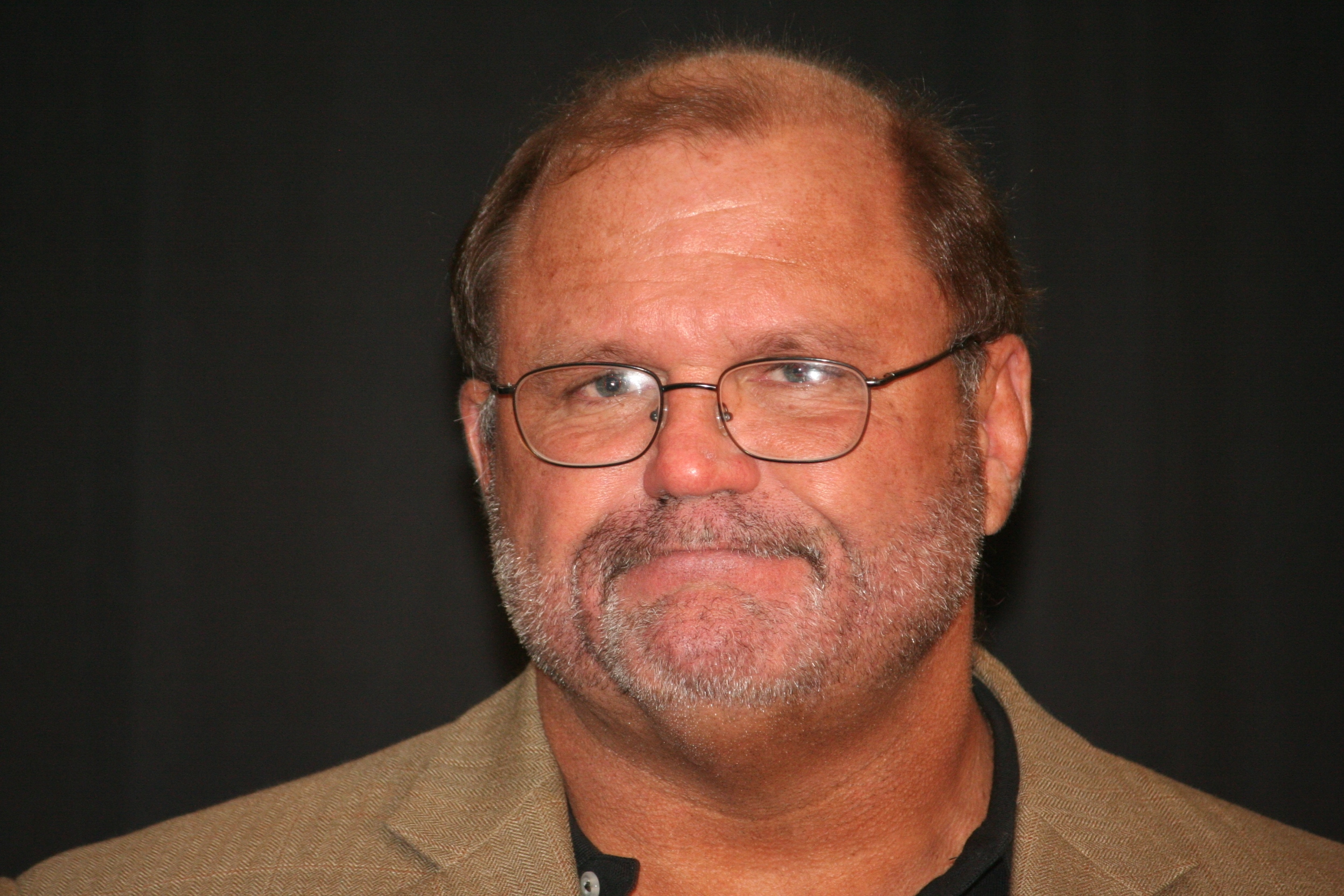
Arn Anderson war zusammen mit Paul Roma der letzte Champion, der den Titel in der WCW hielt.

Trotz der Differenzen zwischen NWA und WCW erklärte sich WCW bereiht für die Neueinführung des NWA World Tag Team Championship ein Turnier auszuloben, dass internationale 16 internationale Tag-Teams verschiedener Ligen zusammenführte. Die erste Runde fand bei Clash of the Champions XIX 1992 und die zweite und finale Runde beim Great American Bash statt. Erste Sieger wurden Terry Gordy und Steve Williams, die gleichzeitig auch die WCW World Tag Team Champions waren und damit beide Titel mit sich führten.
Während der Zusammenarbeit zwischen WCW und NWA fanden insgesamt fünf Titelwechsel statt. Doch im August 1993 trat die WCW endgültig aus der NWA aus und dementsprechend wurde der Titel vakant. Den damaligen Champions Arn Anderson und Paul Roma wurde der Titel aberkannt. Ursprünglich von der NWA anerkannt wurde die WCW-Version später aus der offiziellen Titelhistorie gestrichen.
Erst 1995 kehrte die NWA wieder zum Titel zurück und veranstaltete erneut ein Turnier, das The Rock ’n’ Roll Express (Ricky Morton und Robert Gibson) gewannen. Diese Phase des Titels war durch viele Brüche gekennzeichnet. Kein einziger Titelwechsel bis 1998 geschah ohne eine vorige Vakanz des Titels.

### World Wrestling Federation (1998)
1998 schloss die Führung der NWA mit der World Wrestling Federation ein Übereinkommen, dass diverse NWA-Titel auch bei der WWF ausgestrahlt werden sollten. Geplant war eine Art „Invasion“, ähnlich der New World Order. Die Storyline sah vor. dass Jeff Jarrett einige Old-School-Wrestler gegen die neue Generation anführen sollte. Jarrett selbst gewann den NWA North American Heavyweight Championship.
Der Titel wurde den damaligen Trägern Pat und C.W. Anderson aberkannt und dem The Rock ’n’ Roll Express (Ricky Morton und Robert Gibson) verliehen. Diese verloren ihn danach an das WWF-Tag-Team The Headbangers (Mosh und Thrasher), danach ging der Titel an The New Midnight Express (Bombastic Bob and Bodacious Bart). Kurz darauf wurde der NWA-Invasion-Angle jedoch gestrichen und die Zusammenarbeit zwischen WWF und NWA endete.
Anschließend wurde der Titel bei kleineren NWA-Shows ausgekämpft.

### Total Nonstop Action (2002–2007)
Jeff Jarrett und sein Vater Jerry Jarrett gründeten nach dem unrühmlichen Ende der WCW eine eigene Promotion: NWA Total Nonstop Action (NWA-TNA), aus der später Impact Wrestling hervorgehen sollte. Die beiden hatten eine Vereinbarung mit der NWA, dass beide World-Titel bei ihnen im Programm ausgekämpft werden konnten. Um die neuen Champions festzulegen, wurde ein Turnier veranstaltet, bei dem A.J. Styles und Jerry Lynn die Titel gewinnen durften. Während den fünf Jahren, in denen TNA den Titel kontrollierte, wurden 32 Champions gekrönt. Im Mai 2007 zog die NWA ihre Unterstützung für TNA zurück, so dass die Promotion zu Total Nonstop Action Wrestling wurde und diese den TNA World Tag Team Championship ins Leben riefen.

### Nach TNA (2007–2019)
Mit drei Teams wurde ein Match um den vakanten Titel angesetzt. The Real American Heroes (Karl Anderson und Joey Ryan) waren damit die nächsten Champions. In die Zeit nach der Trennung von TNA fiel auch die längste Regentschaft: The Skullcrushers (Rache Brown und Keith Walker) hielten den Titel über zwei Jahre, insgesamt 777 Tage.
Ab 2013 begann eine intensive Zusammenarbeit mit New Japan Pro-Wrestling, wo Tag-Team- und Heavyweight-Championship verteidigt wurden.

### Billy Corgan als NWA-Promoter (seit 2019)

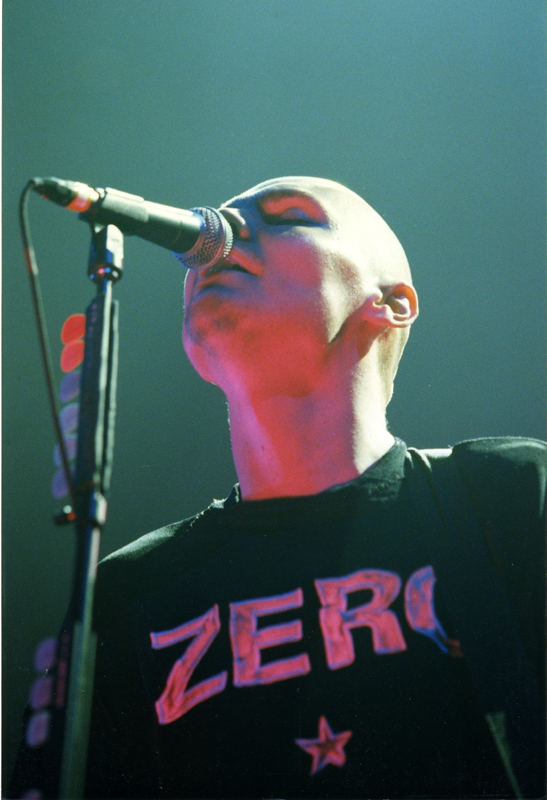
Mit Billy Corgan an der Spitze der Promotion wurde der Titel erneut gestartet.

Als Billy Corgan die NWA 2019 übernahm, wurden alle Titel als Vakant erklärt. Er rief den Crockett Cup, eine Zusammenarbeit mit Ring of Honor aus, um die nächsten Tag-Team-Champuions zu bestimmen. Es siegten Villain Enterprises um Brody King und PCO, ein ROH-Tag-Team.
Derzeitige Champions sind Eli Drake und James Storm.

## Turniere

### Erste Einführung
WCW half der NWA 1992 über ein Turnier zu einem eigenen Titel, der auch im WCW-Fernsehprogramm gezeigt wurde. Im Gegenzug durfte die WCW über die Titelregentschaften entscheiden. Die WCW veranstaltete ein Turnier mit 16 Tag-Teams, davon sieben die zur WCW gehörten. Der Rest setzte sich aus Tag-Teams aus der ganzen Welt zusammen. Die ersten acht Matches fanden bei WCWs Clash of the Champions statt. Eine Storyline gab es zwischen den Steiner Brothers, zu jener Zeit das populärste Tag-Team der WCW und Terry Gordy und Steve Williams, die das beliebteste Tag-Team von außerhalb waren. So fand die zweite Runde ebenfalls beim Pay-per-View statt. In der Zeit zwischen Viertelfinale und Halbfinale gewannen Gordy und Williams auch die WCW Tag Team Champions. Beim Great American Bash schließlich gewannen Gordy und Williams schließlich auch das Turnier. Im Fanle traten sie gegen Dustin Rhodes und Barry Windham an. Damit gewannen sie beide Titel.
|  | Erste Runde | Erste Runde                            | Erste Runde        |                           |       | Viertelfinale | Viertelfinale | Viertelfinale |  |  | Halbfinale | Halbfinale | Halbfinale |  |  | Finale | Finale | Finale |
|  |             |                                        |                    |                           |       |               |               |               |  |  |            |            |            |  |  |        |        |        |
|  |             | Ricky Steamboat und Nikita Koloff      | Pin                |                           |       |               |               |               |  |  |            |            |            |  |  |        |        |        |
|  |             | Joe und Dean Malenko                   | 9:50               |                           |       |               |               |               |  |  |            |            |            |  |  |        |        |        |
|  |             | Joe und Dean Malenko                   | 9:50               | Koloff und Steamboat      | Pin   |               |               |               |  |  |            |            |            |  |  |        |        |        |
|  |             |                                        |                    | Koloff und Steamboat      | Pin   |               |               |               |  |  |            |            |            |  |  |        |        |        |
|  |             |                                        |                    | Liger und Pillman         | 19:26 |               |               |               |  |  |            |            |            |  |  |        |        |        |
|  |             | Jūshin Thunder Liger und Brian Pillman | Pin                | Liger und Pillman         | 19:26 |               |               |               |  |  |            |            |            |  |  |        |        |        |
|  |             |                                        |                    |                           |       |               |               |               |  |  |            |            |            |  |  |        |        |        |
|  |             | Beef Wellington und Chris Benoit       | 11:30              |                           |       |               |               |               |  |  |            |            |            |  |  |        |        |        |
|  |             | Beef Wellington und Chris Benoit       | 11:30              | Koloff und Steamboat      | 21:39 |               |               |               |  |  |            |            |            |  |  |        |        |        |
|  |             |                                        |                    | Koloff und Steamboat      | 21:39 |               |               |               |  |  |            |            |            |  |  |        |        |        |
|  |             |                                        | Gordy und Williams | Pin                       |       |               |               |               |  |  |            |            |            |  |  |        |        |        |
|  |             | Terry Gordy und Steve Williams         | Gordy und Williams | Pin                       | Pin   |               |               |               |  |  |            |            |            |  |  |        |        |        |
|  |             |                                        |                    |                           | Pin   |               |               |               |  |  |            |            |            |  |  |        |        |        |
|  |             | Jeff und Larry O’Day                   | 2:35               |                           |       |               |               |               |  |  |            |            |            |  |  |        |        |        |
|  |             | Jeff und Larry O’Day                   | 2:35               | Gordy und Williams        | Pin   |               |               |               |  |  |            |            |            |  |  |        |        |        |
|  |             |                                        |                    | Gordy und Williams        | Pin   |               |               |               |  |  |            |            |            |  |  |        |        |        |
|  |             |                                        |                    | The Steiner Brothers      | 15:01 |               |               |               |  |  |            |            |            |  |  |        |        |        |
|  |             | The Steiner Brothers                   | Forfeit            | The Steiner Brothers      | 15:01 |               |               |               |  |  |            |            |            |  |  |        |        |        |
|  |             |                                        |                    |                           |       |               |               |               |  |  |            |            |            |  |  |        |        |        |
|  |             | Miguel Perez Jr. und Ricky Santana     | -                  |                           |       |               |               |               |  |  |            |            |            |  |  |        |        |        |
|  |             | Miguel Perez Jr. und Ricky Santana     | -                  | Gordy und Williams        | Pin   |               |               |               |  |  |            |            |            |  |  |        |        |        |
|  |             |                                        |                    |                           |       |               |               |               |  |  |            |            |            |  |  |        |        |        |
|  |             |                                        | Rhodes und Windham | 21:10                     |       |               |               |               |  |  |            |            |            |  |  |        |        |        |
|  |             | Dustin Rhodes und Barry Windham        | Rhodes und Windham | 21:10                     | Pin   |               |               |               |  |  |            |            |            |  |  |        |        |        |
|  |             |                                        |                    |                           | Pin   |               |               |               |  |  |            |            |            |  |  |        |        |        |
|  |             | Arn Anderson und Bobby Eaton           | 10:23              |                           |       |               |               |               |  |  |            |            |            |  |  |        |        |        |
|  |             | Arn Anderson und Bobby Eaton           | 10:23              | Rhodes und Windham        | Pin   |               |               |               |  |  |            |            |            |  |  |        |        |        |
|  |             |                                        |                    | Rhodes und Windham        | Pin   |               |               |               |  |  |            |            |            |  |  |        |        |        |
|  |             |                                        |                    | Austin und Rude           | 19:15 |               |               |               |  |  |            |            |            |  |  |        |        |        |
|  |             | Steve Austin und Rick Rude             | Pin                | Austin und Rude           | 19:15 |               |               |               |  |  |            |            |            |  |  |        |        |        |
|  |             |                                        |                    |                           |       |               |               |               |  |  |            |            |            |  |  |        |        |        |
|  |             | Marcus Alexander Bagwell und Tom Zenk  | 7:54               |                           |       |               |               |               |  |  |            |            |            |  |  |        |        |        |
|  |             | Marcus Alexander Bagwell und Tom Zenk  | 7:54               | Rhodes und Windham        | Pin   |               |               |               |  |  |            |            |            |  |  |        |        |        |
|  |             |                                        |                    | Rhodes und Windham        | Pin   |               |               |               |  |  |            |            |            |  |  |        |        |        |
|  |             |                                        | Hase und Hashimoto | 14:55                     |       |               |               |               |  |  |            |            |            |  |  |        |        |        |
|  |             | Hiro Hase und Akira Nogami             | Hase und Hashimoto | 14:55                     | Pin   |               |               |               |  |  |            |            |            |  |  |        |        |        |
|  |             |                                        |                    |                           |       |               |               |               |  |  |            |            |            |  |  |        |        |        |
|  |             | The Headhunters                        | 5:19               |                           |       |               |               |               |  |  |            |            |            |  |  |        |        |        |
|  |             | The Headhunters                        | 5:19               | Hase und Shinya Hashimoto | Pin   |               |               |               |  |  |            |            |            |  |  |        |        |        |
|  |             |                                        |                    | Hase und Shinya Hashimoto | Pin   |               |               |               |  |  |            |            |            |  |  |        |        |        |
|  |             |                                        |                    | The Faboulous Freebirds   | 9:16  |               |               |               |  |  |            |            |            |  |  |        |        |        |
|  |             | Silver King I und Silver King II       | 6:28               | The Faboulous Freebirds   | 9:16  |               |               |               |  |  |            |            |            |  |  |        |        |        |
|  |             |                                        |                    |                           |       |               |               |               |  |  |            |            |            |  |  |        |        |        |
|  |             | The Fabulous Freebirds                 | Pin                |                           |       |               |               |               |  |  |            |            |            |  |  |        |        |        |

### April 1995
Im August 1993 endete die Zusammenarbeit zwischen WCW und NWA, daher wurde das Recht der WCW über die Titel zu entscheiden zurückgezogen. Der Titel wurde für vakant erklärt und erst wieder im April 1995 ausgefochten, erneut in Turnierform. Das Turnier gewann The Rock 'n' Roll Express (Robert Gibson und Ricky Morton).
| Viertelfinale | Viertelfinale                     | Viertelfinale             |     |     | Halbfinale | Halbfinale | Halbfinale |  |  | Finale | Finale | Finale |
|               |                                   |                           |     |     |            |            |            |  |  |        |        |        |
|               | The Rock 'n' Roll Express         | Pin                       |     |     |            |            |            |  |  |        |        |        |
|               | The Interns                       |                           |     |     |            |            |            |  |  |        |        |        |
|               | The Rock 'n' Roll Express         | Pin                       |     |     |            |            |            |  |  |        |        |        |
|               |                                   |                           |     |     |            |            |            |  |  |        |        |        |
|               |                                   | Hector und Chavo Guerrero |     |     |            |            |            |  |  |        |        |        |
|               | Black Bart und Blue Scorpion      | Pin                       |     |     |            |            |            |  |  |        |        |        |
|               |                                   |                           |     |     |            |            |            |  |  |        |        |        |
|               | Hector und Chavo Guerrero         |                           |     |     |            |            |            |  |  |        |        |        |
|               | The Rock 'n' Roll Express         | Pin                       |     |     |            |            |            |  |  |        |        |        |
|               |                                   |                           |     |     |            |            |            |  |  |        |        |        |
|               |                                   | Murdoch und Rhodes        |     |     |            |            |            |  |  |        |        |        |
|               | Greg Valentine und Al Perez       | Pin                       |     |     |            |            |            |  |  |        |        |        |
|               |                                   |                           |     |     |            |            |            |  |  |        |        |        |
|               | Killer Tim Brooks und Hercules    |                           |     |     |            |            |            |  |  |        |        |        |
|               | Brooks und Hercules               |                           |     |     |            |            |            |  |  |        |        |        |
|               |                                   |                           |     |     |            |            |            |  |  |        |        |        |
|               |                                   | Murdoch und Rhodes        | Pin |     |            |            |            |  |  |        |        |        |
|               | Dick Murdoch und Randy Rhodes     | Murdoch und Rhodes        | Pin | Pin |            |            |            |  |  |        |        |        |
|               |                                   |                           |     | Pin |            |            |            |  |  |        |        |        |
|               | Sam Houston und The Masked Marvel |                           |     |     |            |            |            |  |  |        |        |        |

### Dezember 1995
Die Regentschaft dauerte jedoch nur bis August 1995, da Ricky Morton von Smokey Mountain Wrestling suspendiert wurde. Um einen neuen NWA Tag Team Champion zu finden, arbeitete die NWA mit der International Wrestling Association of Japan (IWA Japan) zusammen, die ein mehrwöchiges Turnier namens NWA World Tag League auslobten, an deren Ende Cactus Jack und Tiger Jeet Singh als neue Champions hervorgingen. Es handelte sich um ein Turnier mit Punktwertungen.
| amse                                   | Points |
| -------------------------------------- | ------ |
| Cactus Jack & Tiger Jeet Singh         | 10     |
| Mr. Gannosuke & Tarzan Goto            | 10     |
| Terry Funk & Keisuke Yamada            | 8      |
| Headhunters                            | 8      |
| Leatherface & Shoji Nakamaki           | 8      |
| Terry Gordy & Keizo Matsuda            | 6      |
| Bogeyman & Freddy Krueger              | 2      |
| Flying Kid Ichikara & Miguel Perez Jr. | 2      |

### Juli 2002
Im Juni 2002 wurde der Titel abermals für vakant erklärt, damit er im Rahmen der NWA-Total Non-Stop Action (NWA-TNA) eingesetzt werden konnte. Ein Vierer-Taam-Turnier wurde veranstaltet, der Mittelpunkt eines ihrer wöchentlichen PPVs wurde. Im Halbfinale gewann America’s Most Wanted (Chris Harris und James Storm) gegen The Johnsons, verletzten sich aber beide und wurden durch AJ Styles und Jerry Lynn ersetzt, die im Finale gegen The Rainbow Express gewannen.
|  | Halbfinale | Halbfinale                                           | Halbfinale |  |  | Finale | Finale                     | Finale |
|  |            |                                                      |            |  |  |        |                            |        |
|  |            |                                                      |            |  |  |        |                            |        |
|  |            | America’s Most Wanted (Chris Harris und James Storm) | Pin        |  |  |        |                            |        |
|  |            | The Johnsons (Dick und Rod Johnson)                  | 4:42       |  |  |        |                            |        |
|  |            |                                                      |            |  |  |        | A.J. Styles und Jerry Lynn | Pin    |
|  |            |                                                      |            |  |  |        | The Rainbow Express        | 12:23  |
|  |            | The Rainbow Express (Bruce und Lenny)                | Pin        |  |  |        |                            |        |
|  |            | Buff Bagwell und Gran Apolo                          | 5:49       |  |  |        |                            |        |
|  |            |                                                      |            |  |  |        |                            |        |

### September 2002
Im August 2002 kämpften A.J. Style und Lynn gegen Jeff Jarrett und Ron Killings, bei dem es zu einem Doppel-Pin kam. Daher wurde der Titel für vakant erklärt und ein zweigeteiltes Turnier abgehalten. Zunächst gab es den „Gauntlet for Gold“, ein Elimination Match, bei dem die letzten beiden Wrestler mit ihren jeweiligen Teampartnern ein Tag Team Match bestritten. Das Gauntlet for Gold gewannen Brian Lee und Chris Harris. Das Tag Team Match gewann Harris mit Partner James Storm (America’s Most Wanted) gegen Brian Lee und dessen Partner Ron Harris.
| #  | Eliminiert    | von                        |
| -- | ------------- | -------------------------- |
| 1  | Derek Wylde   | Brian Lawler               |
| 2  | Joel Maximo   | Brian Lawler               |
| 3  | James Storm   | Brian Lawler               |
| 4  | Kobain        | Syxx-Pac                   |
| 5  | Ace Steel     | Syxx-Pac                   |
| 6  | Jorge Estrada | Brian Lee und Ron Harris   |
| 7  | CM Punk       | Ron Harris                 |
| 8  | Jimmy Rave    | Brian Lee                  |
| 9  | Buff Bagwell  | Brian Lee und Ron Harris   |
| 10 | Brian Lawler  | Syxx-Pac                   |
| 11 | Jose Maximo   | Ron Harris                 |
| 12 | Syxx-Pac      | Brian Lee und Ron Harris   |
| 13 | Ron Harris    | Scott Hall                 |
| 14 | Slash         | Scott Hall                 |
| 15 | Sonny Siaki   | Disco Inferno              |
| 16 | Disco Inferno | Scott Hall                 |
| 17 | BG James      | Brian Lee                  |
| 18 | Scott Hall    | Brian Lee                  |
| 19 | Gewinner      | Brian Lee und Chris Harris |

### 2004
2004 kam es zu einem erneuten Turnier, nachdem AJ Styles eigentlich mit seinem Erzrivalen The Abyss gegen die Champions The Red-Shirt Security (Kevin Northcutt und Joe Legend) antreten. Nachdem Abyss nicht auftauchte, gewann er dennoch das Handicap-Match. Drei Wochen später besiegte Abyss ihn und bekam den Tag-Team-Titel zugesprochen. Er weigerte sich jedoch den Titel zu verteidigen und einen neuen Partner zu wählen. Um die neuen Champions zu bestimmen, wurde ein Turnier veranstaltet, aus dem Dallas und Kid Kash siegreich hervorgingen.
| Viertelfinale | Viertelfinale                                       | Viertelfinale                   |                     |       | Halbfinale | Halbfinale | Halbfinale |  |  | Finale | Finale | Finale |
|               |                                                     |                                 |                     |       |            |            |            |  |  |        |        |        |
|               | Triple X (Christopher Daniels und Low-Ki)           | Pin                             |                     |       |            |            |            |  |  |        |        |        |
|               | The New Franchise (Michael Shane und Shane Douglas) | 9:15                            |                     |       |            |            |            |  |  |        |        |        |
|               | The New Franchise (Michael Shane und Shane Douglas) | 9:15                            | Triple X            | Pin   |            |            |            |  |  |        |        |        |
|               |                                                     |                                 | Triple X            | Pin   |            |            |            |  |  |        |        |        |
|               |                                                     | The Naturals                    | 12:08               |       |            |            |            |  |  |        |        |        |
|               | The Naturals (Andy Douglas und Chase Stevens)       | The Naturals                    | 12:08               | Pin   |            |            |            |  |  |        |        |        |
|               |                                                     |                                 |                     | Pin   |            |            |            |  |  |        |        |        |
|               | 3Live Kru (BG James und Konnan)                     | 6:38                            |                     |       |            |            |            |  |  |        |        |        |
|               | 3Live Kru (BG James und Konnan)                     | 6:38                            | Triple X            | 14:22 |            |            |            |  |  |        |        |        |
|               |                                                     |                                 |                     | 14:22 |            |            |            |  |  |        |        |        |
|               |                                                     | Dallas und Kid Kash             | Pin                 |       |            |            |            |  |  |        |        |        |
|               | Dallas und Kid Kash                                 | Dallas und Kid Kash             | Pin                 | Pin   |            |            |            |  |  |        |        |        |
|               |                                                     |                                 |                     | Pin   |            |            |            |  |  |        |        |        |
|               | Simon Diamond und Sonny Siaki                       | 10:14                           |                     |       |            |            |            |  |  |        |        |        |
|               | Simon Diamond und Sonny Siaki                       | 10:14                           | Dallas und Kid Kash | Pin   |            |            |            |  |  |        |        |        |
|               |                                                     |                                 | Dallas und Kid Kash | Pin   |            |            |            |  |  |        |        |        |
|               |                                                     | The Disciples of the New Church | 8:43                |       |            |            |            |  |  |        |        |        |
|               | The Disciples of the New Church                     | The Disciples of the New Church | 8:43                | Pin   |            |            |            |  |  |        |        |        |
|               |                                                     |                                 |                     | Pin   |            |            |            |  |  |        |        |        |
|               | David Young und Glen Gilberti                       | 7:08                            |                     |       |            |            |            |  |  |        |        |        |

### Crockett Cup 2019
Anlässlich der siebzigjährigen Jubiläumsshow der NWA wurde eine Neuauflage des Crockett Cups angekündigt, bei dem es um den Titel gehen sollte. Das Turnier, eine Gemeinschaftsveranstaltung von Ring of Honor und der NWA fand am 27. April 2019 statt. Sieger wurden Villain Enterprises (Brody King und PCO).
| Viertelfinale | Viertelfinale                                              | Viertelfinale       |                     |       | Halbfinale | Halbfinale | Halbfinale |  |  | Finale | Finale | Finale |
|               |                                                            |                     |                     |       |            |            |            |  |  |        |        |        |
|               | The Briscoe Brothers (Jay Briscoe und Mark Briscoe)        | Pin                 |                     |       |            |            |            |  |  |        |        |        |
|               | The Rock 'n' Roll Express (Ricky Morton und Robert Gibson) | 7:00                |                     |       |            |            |            |  |  |        |        |        |
|               | The Rock 'n' Roll Express (Ricky Morton und Robert Gibson) | 7:00                | Briscoe Brothers    | 9:50  |            |            |            |  |  |        |        |        |
|               |                                                            |                     | Briscoe Brothers    | 9:50  |            |            |            |  |  |        |        |        |
|               |                                                            | Villain Enterprises | DQ                  |       |            |            |            |  |  |        |        |        |
|               | Satoshi Kojima und Yuji Nagata                             | Villain Enterprises | DQ                  | 11:40 |            |            |            |  |  |        |        |        |
|               |                                                            |                     |                     | 11:40 |            |            |            |  |  |        |        |        |
|               | Villain Enterprises (Brody King und PCO)                   | Pin                 |                     |       |            |            |            |  |  |        |        |        |
|               | Villain Enterprises (Brody King und PCO)                   | Pin                 | Villain Enterprises | Pin   |            |            |            |  |  |        |        |        |
|               |                                                            |                     |                     | Pin   |            |            |            |  |  |        |        |        |
|               |                                                            | Isaacs und Latimer  | 6:40                |       |            |            |            |  |  |        |        |        |
|               | Flip Gordon und Bandido                                    | Isaacs und Latimer  | 6:40                | Pin   |            |            |            |  |  |        |        |        |
|               |                                                            |                     |                     | Pin   |            |            |            |  |  |        |        |        |
|               | Guerrero Maya Jr. und Stuka Jr.                            | 12:30               |                     |       |            |            |            |  |  |        |        |        |
|               | Guerrero Maya Jr. und Stuka Jr.                            | 12:30               | Gordon und Bandido  | 7:15  |            |            |            |  |  |        |        |        |
|               |                                                            |                     | Gordon und Bandido  | 7:15  |            |            |            |  |  |        |        |        |
|               |                                                            | Isaacs und Latimer  | Pin                 |       |            |            |            |  |  |        |        |        |
|               | The War Kings (Crimson und Jax Dane)                       | Isaacs und Latimer  | Pin                 | 7:50  |            |            |            |  |  |        |        |        |
|               |                                                            |                     |                     | 7:50  |            |            |            |  |  |        |        |        |
|               | Royce Isaacs und Thomas Latimer                            | Pin                 |                     |       |            |            |            |  |  |        |        |        |

## Liste der Titelträger
Die folgende Tabelle stellt die Situation des NWA World Tag Team Championship ab dem Jahr 1992 dar. Nicht alle Versionen werden von der NWA anerkannt.

### World Championship Wrestling
Wird nicht offiziell anerkannt.
| Nr.  | Titelträger                                             | Regent- schaft | Tage | Datum              | Ort               | Veranstaltung               | Anmerkung                                                                                      |
| ---- | ------------------------------------------------------- | -------------- | ---- | ------------------ | ----------------- | --------------------------- | ---------------------------------------------------------------------------------------------- |
| (1.) | The Miracle Connection (Steve Williams und Terry Gordy) | 1              | 71   | 12. Juli 1992      | Albany, GA        | The Great American Bash     | Gewannen ein Turnierfinale und waren gleichzeitig die amtierenden WCW World Tag Team Champions |
| (2.) | Barry Windham und Dustin Rhodes                         | 1              | 58   | 21. September 1992 | Atlanta, GA       | Saturday Night              | Ausgestrahlt am 3. Oktober 1992                                                                |
| (3.) | Ricky Steamboat und Shane Douglas                       | 1              | 104  | 18. November 1992  | Macon, GA         | Clash of the Champions XXI  |                                                                                                |
| (4.) | The Hollywood Blondes (Steve Austin und Brian Pillman)  | 1              | 169  | 2. März 1993       | Macon, GA         | Power Hour                  | Ausgestrahlt am 27. März 1993                                                                  |
| (5.) | The Four Horsemen (Arn Anderson und Paul Roma)          | 1              | 14   | 18. August 1993    | Daytona Beach, FL | Clash of the Champions XXIV | The Four Horsemen besiegten Steve Austin und Lord Steven Regal, der für Pillman einsprang.     |
|      | Vakanz                                                  |                |      | 1. September 1993  |                   |                             | Der Titel wurde für vakant erklärt, nachdem die WCW aus der NWA austrat.                       |

### National Wrestling Alliance
Ab hier wurde der NWA World Tag Team Championship auch offiziell anerkannt.
| Nr. | Titelträger                                                | Regent- schaft | Tage | Datum              | Ort            | Veranstaltung      | Anmerkung |
| --- | ---------------------------------------------------------- | -------------- | ---- | ------------------ | -------------- | ------------------ | --- |
| 1.  | The Rock 'n' Roll Express (Ricky Morton und Robert Gibson) | 1              | 76   | 11. April 1995     | Dallas, TX     | Houseshow          | Gewannen ein Turnierfinale. |
|     | Vakanz                                                     |                |      | 26. Juni 1995      | Memphis, TN    | Houseshow der USWA | Nach einem Match gegen PG-13 (J.C. Ice und Wolfie D.) wurde der Titel für vakant erklärt.                                                            |
| 2.  | The Rock 'n' Roll Express (Ricky Morton und Robert Gibson) | 2              | 32   | 3. Juli 1995       | Memphis, TN    | Houseshow der USWA | Gewannen ein Rückmatch gegen PG-13. |
|     | Vakanz                                                     |                |      | 4. August 1995     |                |                    | Ricky Morton wurde von Smoky Mountain Wrestling suspendiert.                                                                                         |
| 3.  | Mr. Gannosuke und Tarzan Goto                              | 1              | 236  | 9. Dezember 1995   | Saitama, Japan | Houseshow der IWA  | Gewannen ein Turnier. |
|     | Vakanz                                                     |                |      | August 1996        |                |                    | Mr. Gannosuke und Tarzan Goto verließen die IAWA |
| 4.  | The Andersons (C.W. Anderson und Pat Anderson)             | 1              | 109  | 14. September 1996 | Goldston, NC   | Houseshow          | The Anderson gewannen ein Match gegen The Fantastics.                                                                                                |
|     | Vakanz                                                     |                |      | 1997               |                |                    | Nach einem Vertrag mit der World Wrestling Federation sollte der Titel dort verteidigt werden. The Andersons gehörten der Promotion jedoch nicht an. |

### World Wrestling Federation
| Nr. | Titelträger                                                | Regent- schaft | Tage | Datum            | Ort               | Veranstaltung | Anmerkung                             |
| --- | ---------------------------------------------------------- | -------------- | ---- | ---------------- | ----------------- | ------------- | ------------------------------------- |
| 5.  | The Rock 'n' Roll Express (Ricky Morton und Robert Gibson) | 3              | 36   | 12. Januar 1998  | State College, PA |               | Der Titel wurde an das Team verliehen |
| 6.  | The Headbangers (Mosh und Thrasher)                        | 1              | 41   | 17. Februar 1998 | Waco, TX          | Raw Is War    | Ausgestrahlt am 23. Februar 1998      |
| 7.  | The New Midnight Express                                   | 1              | 137  | 30. März 1998    | Albany, NY        | Raw Is War    |                                       |

### National Wrestling Alliance (ab 1998)
| Nr. | Titelträger                                                | Regent- schaft | Tage | Datum              | Ort                      | Veranstaltung         | Anmerkung |
| --- | ---------------------------------------------------------- | -------------- | ---- | ------------------ | ------------------------ | --------------------- | --- |
| 8.  | The Border Patrol (Agent Gunn und Agent Maxx)              | 1              | 29   | 14. August 1998    | Greenville, NC           | Houseshow             | |
| 9.  | Barry Windham (2) und Tully Blanchard                      | 1              | 28   | 12. September 1998 | Lincolnton, NC           | Houseshow             | |
| 10. | The Border Patrol (Agent Gunn und Agent Maxx)              | 2              | 14   | 10. Oktober 1998   | Cameron                  | Houseshow             | |
| 11. | The Brotherhood (Eric Sbraccia und Knuckles Nelson)        | 1              | 139  | 24. Oktober 1998   | Cherry Hill, NJ          | 50th Anniversary Show | Es handelte sich um ein Four Corners Match mit den Titelträgern, Team Extreme (Khris Germany und Kit Carson) sowie Tom Prichard und Tully Blanchard. |
|     | Vakanz                                                     |                |      | 3. März 1999       |                          |                       | The Brotherhood erschienen nicht zu einem Match am 26. Februar 1999.                                                                                 |
| 12. | The Brotherhood (Knuckles Nelson (2) und Rick Fuller)      | 1              | 7    | 19. Juni 1999      | Dallas, TX               | Houseshow             | Besiegten Team Extreme (Khris Germany und Kit Carson) in einem Match um den vakanten Titel.                                                          |
| 13. | The Public Enemy (Johnny Grunge und Rocco Rock)            | 1              | 2    | 17. Juni 1999      | Bolton, MA               | Houseshow             | |
| 14. | The Brotherhood (Dukes Dalton und Knuckles Nelson (3))     | 1              | 98   | 19. Juni 1999      | Dorchester, MA           | Houseshow             | |
| 15. | Team Extreme (Khris Germany und Kit Carson)                | 1              | 62   | 25. September 1999 | Charlotte, NC            | 51th Anniversary Show | |
| 16. | Murder Incorporated (Jimmy James und Kevin Northcutt)      | 1              | 21   | 26. November 1999  | North Richland Hills, TX | Houseshow             | |
| 17. | Team Extreme (Khris Germany und Kit Carson)                | 2              | 78   | 17. Dezember 1999  | North Richland Hills, TX | Houseshow             | |
| 18. | xXx (Curtis Thompson und Drake Dawson)                     | 1              | 34   | 4. März 2000       | Cornelia, GA             | Houseshow             | |
| 19. | The Main Event (Reno Riggins und Steven Dunn)              | 1              | 5    | 7. April 2000      | Eskan, Saudi-Arabien     | Houseshow             | |
| 20. | The Rock 'n' Roll Express (Ricky Morton und Robert Gibson) | 4              | 5    | 12. April 2000     | Waegwan, Südkorea        | Houseshow             | Besiegten Steven Dunn und Jackie Fulton. Letzter sprang für Reno Riggins ein.                                                                        |
| 21. | Big Bubba Pain und L.A. Stephens                           | 1              | 2    | 17. April 2000     | Osan, Südkorea           | Houseshow             | |
| 22. | xXx (Curtis Thompson und Drake Dawson)                     | 2              | 118  | 19. April 2000     | Okinawa, Japan           | Houseshow             | |
| 23. | Bad Attitude (David Young und Rick Michaels)               | 1              | 172  | 15. August 2000    | Tampa, FL                | Houseshow             | |
| 24. | The Bad Street Boys (David Young und Rick Michaels)        | 1              | 14   | 3. Februar 2001    | Nashville, TN            | Houseshow             | |
| 25. | Bad Attitude (David Young und Rick Michaels)               | 2              | 33   | 17. Februar 2001   | Cornelia, GA             | Houseshow             | |
| 26  | Dan Factor und David Flair                                 | 1              | 1    | 22. März 2001      | Athens, GA               | Houseshow             | |
| 27. | Bad Attitude (David Young und Rick Michaels)               | 3              | 32   | 23. März 2001      | Toccoa, GA               | Houseshow             | |
| 28. | The Heavenly Bodies (Chris Nelson und Vito DeNucci)        | 1              | 248  | 24. April 2001     | Tampa, FL                | Houseshow             | |
| 29  | Glacier und Jason Sugarman                                 | 1              | 1    | 28. Dezember 2001  | DeLand, FL               | Houseshow             | |
| 30. | The Heavenly Bodies (Chris Nelson und Vito DeNucci)        | 2              | 28   | 29. Dezember 2001  | Live Oak, FL             | Houseshow             | |
| 31. | Disturbing Behavior (Jeff Daniels und Tim Renesto)         | 1              | 81   | 26. Januar 2002    | Columbia, TN             | Houseshow             | |
| 32. | The Heavenly Bodies (Chris Nelson und Vito DeNucci)        | 3              | 52   | 17. April 2002     | Winter Haven, FL         | Houseshow             | |
| 33. | The Shane Twins (Mike und Todd Shane)                      | 1              | 20   | 8. Juni 2002       | Lima, Peru               | Houseshow             | |
|     | Vakant                                                     |                |      | 28. Juni 2002      | St. Petersburg, FL       | Houseshow             | The Shane Twins legten den Titel wegen der Übernahme durch Total Nonstop Action Wrestling (TNA) ab.                                                  |

### Total Nonstop Wrestling (NWA-TNA)
| Nr. | Titelträger                                                  | Regent- schaft | Tage | Datum              | Ort                   | Veranstaltung                          | Anmerkung |
| --- | ------------------------------------------------------------ | -------------- | ---- | ------------------ | --------------------- | -------------------------------------- | --- |
| 34. | A. J. Styles und Jerry Lynn                                  | 1              | 42   | 3. Juli 2002       | Nashville, TN         | NWA-TNA Weekly pay-per-view event #3   | Gewannen ein Turnierfinale.                                                                                              |
|     | Vakant                                                       |                |      | 14. August 2002    | Nashville, TN         | NWA-TNA Weekly pay-per-view event #9   | A.J. Styles und Jerry Lynn verloren den Titel wegen eines Doppelpins in einem Match gegen Jeff Jarrett und Ron Killings. |
| 35. | America’s Most Wanted (Chris Harris and James Storm)         | 1              | 56   | 18. September 2002 | Nashville, TN         | NWA-TNA Weekly pay-per-view event #12  | Gewannen ein Gauntlet for the Gold-Match.                                                                                |
| 36. | The Disciples of the New Church (Brian Lee und Slash)        | 1              | 56   | 13. November 2002  | Nashville, TN         | NWA-TNA Weekly pay-per-view event #21  | |
| 37. | America’s Most Wanted (Chris Harris and James Storm)         | 2              | 14   | 8. Januar 2003     | Nashville, TN         | NWA-TNA Weekly pay-per-view event #27  | |
| 38. | Triple X (Christopher Daniels, Low Ki und Elix Skipper)      | 1              | 14   | 22. Januar 2003    | Nashville, TN         | NWA-TNA Weekly pay-per-view event #29  | |
|     | Vakanz                                                       |                |      | 5. Februar 2003    | Nashville, TN         | NWA-TNA Weekly pay-per-view event #31  | Triple X verloren den Titel wegen eines Doppelpins in einem Match gegen The Disciples of the New Church.                 |
| 39. | Triple X (Christopher Daniels, Low Ki und Elix Skipper)      | 2              | 35   | 12. März 2003      | Nashville, TN         | NWA-TNA Weekly pay-per-view event #36  | Daniels und Low Ki besiegten America’s Most Wanted in einem Match um den vakanten Titel.                                 |
| 40. | The Amazing Red und Jerry Lynn (2)                           | 1              | 21   | 16. April 2003     | Nashville, TN         | NWA-TNA Weekly pay-per-view event #41  | Besiegten Christopher Daniels und Elix Skipper.                                                                          |
| 41. | Triple X (Christopher Daniels, Low Ki und Elix Skipper)      | 3              | 49   | 7. Mai 2993        | Nashville, TN         | NWA-TNA Weekly pay-per-view event #44  | Daniels gewann ein Handicap-Match per DQ.                                                                                |
| 42. | America’s Most Wanted (Chris Harris and James Storm)         | 3              | 63   | 25. Juni 2003      | Nashville, TN         | NWA-TNA Weekly pay-per-view event #51  | Besiegten Daniels und Skipper in einem Steel-Cage-Match.                                                                 |
| 43. | Simon and Swinger (Johnny Swinger und Simon Diamond)         | 1              | 91   | 27. August 2003    | Nashville, TN         | NWA-TNA Weekly pay-per-view event #60  | |
| 44. | 3Live Kru (B.G. James, Konnan und Ron Killings)              | 1              | 63   | 26. November 2003  | Nashville, TN         | NWA-TNA Weekly pay-per-view event #72  | Besiegten Johnny Swinger, Glenn Gilberti und Simon Diamond in einem Six-Man-Tag-Team-Match.                              |
| 45. | The Red Shirt Security (Joe Legend und Kevin Northcutt (2))  | 1              | 7    | 28. Januar 2004    | Nashville, TN         | NWA-TNA Weekly pay-per-view event #79  | Besiegten B.G. James und Ron Killings.                                                                                   |
| 46. | Abyss und A.J. Styles (2)                                    | 1              | 28   | 4. Februar 2008    | Nashville, TN         | NWA-TNA Weekly pay-per-view event #80  | |
|     | Vakanz                                                       |                |      | 3. März 2004       | Nashville, TN         | NWA-TNA Weekly pay-per-view event #84  | Vince Russo erklärte den Titel für vakant, da sie den Titel nicht verteidigten.                                          |
| 47. | Dallas und Kid Kash                                          | 1              | 14   | 31. März 2004      | Nashville, TN         | NWA-TNA Weekly pay-per-view event #88  | Gewannen ein Turnierfinale.                                                                                              |
| 48. | D’Lo Brown und El Gran Apolo                                 | 1              | 7    | 14. April 2004     | Nashville, TN         | NWA-TNA Weekly pay-per-view event #90  | Gewannen den Titel per Disqualifikation.                                                                                 |
| 49. | Dallas und Kid Kash                                          | 2              | 43   | 21. April 2004     | Nashville, TN         | NWA-TNA Weekly pay-per-view event #91  | Gewannen den Titel per Disqualifikation.                                                                                 |
| 50. | America’s Most Wanted (Chris Harris and James Storm)         | 4              | 34   | 3. Juni 2004       | Orlando, FL           | Impact!                                | Match wurde am 4. Juni 2004 ausgestrahlt.                                                                                |
| 51. | The Naturals (Andy Douglas und Chase Stevens)                | 1              | 63   | 7. Juli 2004       | Nashville, TN         | NWA-TNA Weekly pay-per-view event #102 | |
| 52. | Chris Harris (5) und Elix Skipper (4)                        | 1              | 13   | 8. September 2004  | Nashville, TN         | NWA-TNA Weekly pay-per-view event #111 | |
| 53, | Christopher Daniels (4) und James Storm (5)                  | 1              | 26   | 21. September 2004 | Orlando, FL           | Impact!                                | Match wurde am 24. September 2004 ausgestrahlt.                                                                          |
| 54. | Team Canada (Bobby Roode und Eric Young)                     | 1              | 26   | 12. Oktober 2004   | Orlando, FL           | Impact!                                | Match wurde am 15. Oktober 2004 ausgestrahlt.                                                                            |
| 55. | 3Live Kru (B.G. James, Konnan und Ron Killings)              | 2              | 28   | 7. November 2004   | Orlando, FL           | Victory Road                           | James und Konnan gewannen den Titel.                                                                                     |
| 56. | Team Canada (Bobby Roode und Eric Young)                     | 2              | 42   | 5. Dezember 2004   | Orlando, FL           | Turning Point                          | Besiegten B.G. James und Ron Killings.                                                                                   |
| 57. | America’s Most Wanted (Chris Harris (6) and James Storm (6)) | 5              | 100  | 16. Januar 2005    | Orlando, FL           | Final Resolution                       | |
| 58. | The Naturals (Andy Douglas und Chase Stevens)                | 2              | 162  | 26. April 2005     | Orlando, FL           | Impact!                                | |
|     | Vakanz                                                       |                |      | 5. Oktober 2005    | Springfield, TN       | Houseshow                              | Nach einem Match gegen Eric Young und Cassidy Riley wurde ihnen der Titel aberkannt.                                     |
| 59. | The Naturals (Andy Douglas und Chase Stevens)                | 3              | 3    | 8. Oktober 2005    | Nashville, TN         | 57th Anniversary Show                  | Besiegten Eric Young und Cassidy Riley in einem Nashville Street Fight.                                                  |
| 60. | America’s Most Wanted (Chris Harris (7) und James Storm (7)) | 6              | 250  | 11. Oktober 2005   | Orlando, FL           | Impact!                                | Ausgestrahlt am 22. Oktober 2005.                                                                                        |
| 61. | A.J. Styles (3) und Christopher Daniels (5)                  | 1              | 57   | 18. Juni 2006      | Orlando, FL           | Slammiversary                          | |
| 62. | The Latin American Xchange (Hernandez und Homicide)          | 1              | 41   | 14. August 2006    | Orlando, FL           | Impact!                                | Es handelte sich um ein Border Brawl- (Hardcore-) Match. Ausgestrahlt am 24. August 2006.                                |
| 63. | A.J. Styles (4) und Christopher Daniels (6)                  | 2              | 28   | 24. September 2006 | Orlando, FL           | No Surrender                           | Es handelte sich um ein sogenanntes Ultimate X-Match.                                                                    |
| 64. | The Latin American Xchange (Hernandez und Homicide)          | 2              | 175  | 22. Oktober 2006   | Plymouth Township, MI | Bound for Glory                        | Es handelte sich um ein Six Sides of Steel-Match.                                                                        |
| 65. | Team 3D(Brother Devon und Brother Ray)                       | 1              | 28   | 15. April 2007     | St. Charles, MI       | Lockdown                               | Es handelte sich um ein Electrified Six Sides of Steel-Match.                                                            |
|     | Vakanz                                                       |                |      | 13. Mai 2007       | Charlotte, NC         | Houseshow                              | TNA und NWA trennten sich voneinander.                                                                                   |

### National Wrestling Alliance (ab 2007)
| Nr. | Titelträger                                                   | Regent- schaft | Tage | Datum              | Ort               | Veranstaltung                                           | Anmerkung |
| --- | ------------------------------------------------------------- | -------------- | ---- | ------------------ | ----------------- | ------------------------------------------------------- | --- |
| 66. | The Real American Heroes (Joey Ryan und Karl Anderson)        | 1              | 217  | 8. Juli 2007       | McAllen, TX       | Houseshow                                               | Sieger eines Three-Way-Tag -Team Matches gegen Billy Kidman und Sean Waltman sowie Icognito und Sicodelico Jr. |
| 67. | Los Luchas (Phoenix Star und Zokre)                           | 1              | 237  | 18. Februar 2008   | Las Vegas, NV     | Houseshow                                               | |
| 68. | The Skullkrushers (Keith Walker und Rasche Brown)             | 1              | 777  | 4. Oktober 2008    | Robstown, TX      | Houseshow                                               | |
| 69. | The Dark City Fight Club (Jon Davis und Kory Chavis)          | 1              | 162  | 20. November 2010  | Milwaukee, WI     | Houseshow                                               | |
| 70. | The Usual Suspects (A.J. Steele und Murder One)               | 1              | 14   | 1. Mai 2011        | Warner Robins, GA | NWA RPW Memorial Mayhem (2011)                          | |
| 71. | The Dark City Fight Club (Jon Davis und Kory Chavis)          | 2              | 580  | 15. Mai 2011       | Warner Robins, GA | NWA RPW                                                 | |
| 72. | The Kingz of the Underground (Ryan Genesis und Scot Summers)  | 1              | 126  | 15. Dezember 2012  | San Antonio, TX   | NWA BOW December to Remember                            | Besiegten Lance Hoyt und Kory Chavis.                                                                          |
| 73. | Killer Elite Squad (Davey Boy Smith Jr. und Lance Archer (3)) | 1              | 203  | 20. April 2013     | Houston, TX       | NWA Houston Parade of Champions                         | Ebenfalls stand der IWGP Tag Team Championship auf dem Spiel.                                                  |
| 74. | The Iron Godz (Jax Dane und Rob Conway)                       | 1              | 148  | 9. November 2013   | Osaka, Japan      | Power Struggle                                          | |
| 75. | Tencozy (Hiroyoshi Tenzan und Satoshi Kojima)                 | 1              | 190  | 6. April 2014      | Tokio, Japan      | Invasion Attack                                         | |
| 76. | Killer Elite Squad (Davey Boy Smith Jr. und Lance Archer (4)) | 2              | 362  | 13. Oktober 2014   | Tokio, Japan      | King of Pro-Wrestling                                   | |
| 77. | The Heatseekers (Elliott Russell und Sigmon)                  | 1              | 55   | 10. Oktober 2015   | Dyersburg, TN     | NWA Mid-South Presents Glory Lasts Forever              | Besiegten außerdem The Illuminati (Chase Owens and Chris Richards)                                             |
| 78. | The Iron Empire (Matt Riviera und Rob Conway (2))             | 1              | 280  | 4. Dezember 2015   | Robinsonville, MS | NWA Mid-South Presents: Wrestling at the Resorts Casino | |
| 79. | The Heatseekers (Elliott Russell und Sigmon)                  | 2              | 1    | 9. September 2016  | Ripley, TN        | NWA Mid-South                                           | |
| 80. | The Iron Empire (Matt Riviera und Rob Conway (3))             | 2              | 90   | 10. September 2016 | Dyersburg, TN     | NWA Mid-South                                           | |
| 81. | The Heatseekers (Elliott Russell und Sigmon)                  | 3              | 28   | 9. Dezember 2016   | Ripley, TN        | NWA Mid-South                                           | |
| 82. | The Iron Empire (Matt Riviera und Rob Conway (4))             | 3              | 48   | 6. Januar 2017     | Ripley, TN        | NWA Mid-South                                           | |
| 83. | Kazushi Miyamoto und Rob Terry                                | 1              | 114  | 23. Februar 2017   | Tokio, Japan      | Diamond Stars Wrestling                                 | |
| 84. | The Heatseekers (Elliott Russell und Sigmon)                  | 4              | 105  | 17. Juni 2017      | Dyersburg, TN     | NWA Mid-South                                           | |

### National Wrestling Alliance (NWA) / Lightning One
| Nr. | Titelträger                                                | Regent- schaft | Tage  | Datum              | Ort            | Veranstaltung            | Anmerkung                                                                                           |
| --- | ---------------------------------------------------------- | -------------- | ----- | ------------------ | -------------- | ------------------------ | --------------------------------------------------------------------------------------------------- |
|     | Vakanz                                                     |                |       | 30. September 2017 |                |                          | Der Championship ruhte, nachdem die Lizenzen nach der Übernahme durch Billy Corgan erneuert wurden. |
| 85. | Villain Enterprises (Brody king und PCO)                   | 1              | 133   | 27. April 2019     | Concord, NC    | Crockett Cup             | Gewannen den Crockett Cup.                                                                          |
| 86- | The Wild Cards (Royce Isaacs und Thomas Latimer)           | 1              | 24    | 7. September 2019  | Villa Park, IL | Global Wars Espectacular | |
| 87. | The Rock 'n' Roll Express (Ricky Morton und Robert Gibson) | 5              | 115   | 1. Oktober 2019    | Atlanta, GA    | NWA Power                | Ausgestrahlt am 3. Dezember 2019.                                                                   |
| 88. | Eli Drake und James Storm (8)                              | 1              | 1941+ | 24. Januar 2020    | Atlanta, GA    | Hard Times               | Besiegten außerdem The Wild Cards.                                                                  |

## Statistik

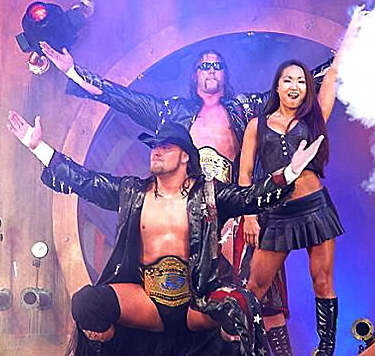
Die sechsfachen Titelträger America’s Most Wanted.

### Rekorde
| Rekord                                   | Rekordhalter                                                           | Einheit  |
| ---------------------------------------- | ---------------------------------------------------------------------- | -------- |
| Meiste Regentschaften (als Tag Team)     | America’s Most Wanted                                                  | 6-mal    |
| Meiste Regentschaften (als Einzelperson) | James Storm                                                            | 8-mal    |
| Längste Regentschaft                     | The Skullkrushers                                                      | 777 Tage |
| Kürzeste Regentschaft                    | David Flair & Dan Factor, Glacier & Jason Sugarman und The Heatseekers | je 1 Tag |
| Ältester Titelträger                     | Ricky Morton                                                           | 63 Jahre |

### Teams
| Rang | Team                                                                           | Anzahl | Tage  |
| ---- | ------------------------------------------------------------------------------ | ------ | ----- |
| 1    | The Skullkrushers (Keith Walker and Rasche Brown)                              | 1      | 777   |
| 2    | The Dark City Fight Club (Jon Davis and Kory Chavis)                           | 2      | 742   |
| 3    | Killer Elite Squad (Davey Boy Smith, Jr. and Lance Archer)                     | 2      | 565   |
| 4    | America’s Most Wanted (Chris Harris and James Storm)                           | 6      | 517   |
| 5    | The Iron Empire (Matt Riviera and Rob Conway)                                  | 3      | 418   |
| 6    | The Heavenly Bodies (Chris Nelson and Vito DeNucci)                            | 3      | 328   |
| 7    | The Rock 'n' Roll Express (Ricky Morton and Robert Gibson)                     | 5      | 264   |
| 8    | Bad Attitude (David Young and Rick Michaels)                                   | 3      | 237   |
| 8    | Los Luchas (Phoenix Star and Zokre)                                            | 1      | 237   |
| 10   | Mr. Gannosuke and Tarzan Goto                                                  | 1      | 236   |
| 11   | The Brotherhood (Eric Sbraccia, Dukes Dalton, Knuckles Nelson and Rick Fuller) | 3      | 235   |
| 12   | The Naturals (Andy Douglas and Chase Stevens)                                  | 3      | 228   |
| 13   | The Real American Heroes (Joey Ryan and Karl Anderson)                         | 1      | 217   |
| 14   | The Latin American Xchange (Hernandez and Homicide)                            | 2      | 216   |
| 15   | Tencozy (Hiroyoshi Tenzan and Satoshi Kojima)                                  | 1      | 190   |
| 16   | The Heatseekers (Elliot Russell and Sigmon)                                    | 4      | 189   |
| 17   | The Hollywood Blonds (Brian Pillman and Steve Austin)                          | 1      | 169   |
| 18   | xXx (Curtis Thompson and Drake Dawson)                                         | 2      | 152   |
| 19   | The IronGodz (Jax Dane and Rob Conway)                                         | 1      | 148   |
| 20   | Team Extreme (Khris Germany and Kit Carson)                                    | 2      | 140   |
| 21   | The New Midnight Express (Bodacious Bart and Bombastic Bob)                    | 1      | 137   |
| 22   | Villain Enterprises (Brody King and PCO)                                       | 1      | 133   |
| 23   | The Kingz of the Underground (Ryan Genesis and Scot Summers)                   | 1      | 126   |
| 24   | Eli Drake and James Storm †                                                    | 1      | 1941+ |
| 25   | Kazushi Miyamoto and Rob Terry                                                 | 1      | 114   |
| 26   | The Andersons (Pat and C. W.)                                                  | 1      | 109   |
| 27   | Ricky Steamboat and Shane Douglas                                              | 1      | 104   |
| 28   | Triple X (Christopher Daniels, Elix Skipper and Low Ki)                        | 3      | 98    |
| 29   | 3Live Kru (B.G. James, Konnan and Ron Killings)                                | 2      | 91    |
| 29   | Simon and Swinger Johnny Swinger and Simon Diamond                             | 1      | 91    |
| 31   | AJ Styles and Christopher Daniels                                              | 2      | 85    |
| 32   | Disturbing Behavior (Jeff Daniels and Tim Renesto)                             | 1      | 81    |
| 33   | The Miracle Violence Connection (Steve Williams and Terry Gordy)               | 1      | 71    |
| 34   | Team Canada (Bobby Roode and Eric Young)                                       | 2      | 68    |
| 35   | Barry Windham and Dustin Rhodes                                                | 1      | 58    |
| 36   | Dallas and Kid Kash                                                            | 2      | 57    |
| 37   | The Disciples of The New Church (Brian Lee and Slash)                          | 1      | 56    |
| 38   | The Border Patrol (Agent Gunn and Agent Maxx)                                  | 2      | 43    |
| 39   | AJ Styles and Jerry Lynn                                                       | 1      | 42    |
| 40   | The Headbangers (Mosh and Thrasher)                                            | 1      | 41    |
| 41   | AJ Styles and Abyss                                                            | 1      | 28    |
| 41   | Barry Windham and Tully Blanchard                                              | 1      | 28    |
| 41   | Team 3D(Brother Devon and Brother Ray)                                         | 1      | 28    |
| 44   | The Wild Cards (Royce Isaacs and Thomas Latimer)                               | 1      | 24    |
| 45   | Christopher Daniels and James Storm                                            | 1      | 21    |
| 45   | The Amazing Red and Jerry Lynn                                                 | 1      | 21    |
| 45   | Murder Incorporated (Jimmy James and Kevin Northcutt)                          | 1      | 21    |
| 48   | The Shane Twins(Mike and Todd)                                                 | 1      | 20    |
| 49   | Arn Anderson and Paul Roma                                                     | 1      | 14¤   |
| 49   | The Bad Street Boys (Christian York and Joey Matthews)                         | 1      | 14    |
| 49   | The Usual Suspects (A.J. Steele and Murder One)                                | 1      | 14    |
| 52   | Chris Harris and Elix Skipper                                                  | 1      | 13    |
| 53   | D’Lo Brown and El Gran Apolo                                                   | 1      | 7     |
| 53   | The Red Shirt Security (Joe Legend and Kevin Northcutt)                        | 1      | 7     |
| 55   | The Main Event (Reno Riggins and Steven Dunn)                                  | 1      | 5     |
| 56   | Big Bubba Pain and L.A. Stephens                                               | 1      | 2     |
| 56   | The Public Enemy (Johnny Grunge and Rocco Rock)                                | 1      | 2     |
| 58   | Dan Factor and David Flair                                                     | 1      | 1     |
| 58   | Glacier and Jason Sugarman                                                     | 1      | 1     |

### Einzelwrestler

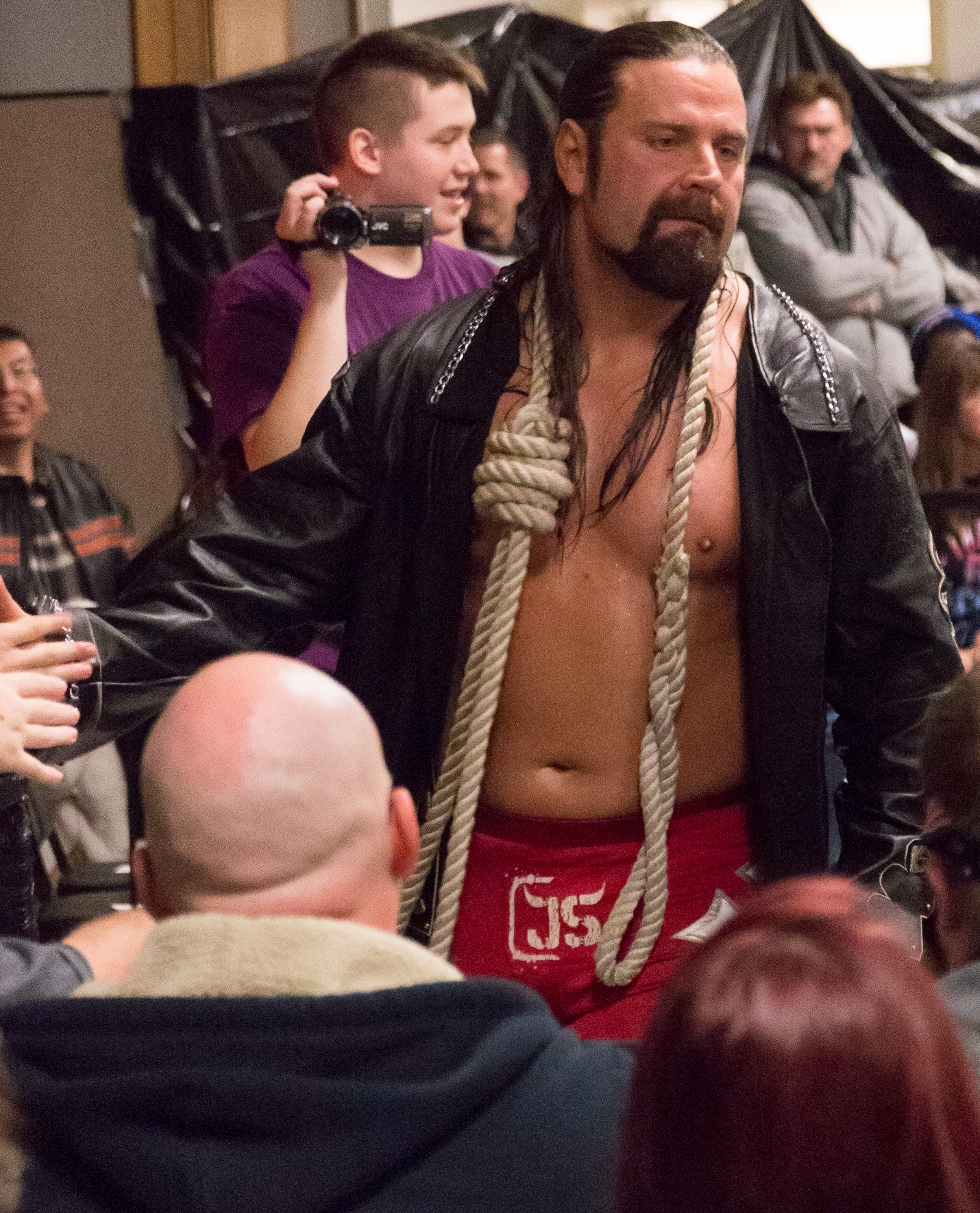
James Storm war achtmal Champion

| Rank | Wrestler            | No. of reigns | Combined days |
| ---- | ------------------- | ------------- | ------------- |
| 1    | Keith Walker        | 1             | 777           |
| 1    | Rasche Brown        | 1             | 777           |
| 3    | Jon Davis           | 2             | 742           |
| 3    | Kory Chavis         | 2             | 742           |
| 5    | Dallas/Lance Archer | 4             | 662           |
| 6    | James Storm         | 8             | 2479+         |
| 7    | Rob Conway          | 4             | 566           |
| 8    | Davey Boy Smith Jr. | 2             | 565           |
| 9    | Chris Harris        | 7             | 530           |
| 10   | Matt Riviera        | 3             | 418           |
| 11   | Vito DeNucci        | 3             | 328           |
| 11   | Chris Nelson        | 3             | 328           |
| 13   | Ricky Morton        | 5             | 264           |
| 13   | Robert Gibson       | 5             | 264           |
| 15   | David Young         | 3             | 237           |
| 15   | Rick Michaels       | 3             | 237           |
| 15   | Phoenix Star        | 1             | 237           |
| 15   | Zokre               | 1             | 237           |
| 19   | Mr. Gannosuke       | 1             | 236           |
| 19   | Tarzan Goto         | 1             | 236           |
| 21   | Knuckles Nelson     | 3             | 235           |
| 22   | Andy Douglas        | 3             | 228           |
| 22   | Chase Stevens       | 3             | 228           |
| 24   | Joey Ryan           | 1             | 217           |
| 24   | Karl Anderson       | 1             | 217           |
| 26   | Hernandez           | 2             | 216           |
| 26   | Homicide            | 2             | 216           |
| 28   | Christopher Daniels | 6             | 204           |
| 29   | Hiroyoshi Tenzan    | 1             | 190           |
| 29   | Satoshi Kojima      | 1             | 190           |
| 31   | Elliot Russell      | 4             | 189           |
| 31   | Sigmon Russell      | 4             | 189           |
| 33   | Brian Pillman       | 1             | 169           |
| 33   | Steve Austin        | 1             | 169           |
| 35   | A.J. Styles         | 4             | 155           |
| 36   | Drake Dawson        | 2             | 152           |
| 36   | Curtis Thompson     | 2             | 152           |
| 38   | Jax Dane            | 1             | 148           |
| 39   | Khris Germany       | 2             | 140           |
| 39   | Kit Carson          | 2             | 140           |
| 41   | Bodacious Bart      | 1             | 137           |
| 41   | Bombastic Bob       | 1             | 137           |
| 43   | Brody King          | 1             | 133           |
| 43   | PCO                 | 1             | 133           |
| 45   | Eric Sbraccia       | 1             | 130           |
| 46   | Ryan Genesis        | 1             | 126           |
| 46   | Scot Summers        | 1             | 126           |
| 48   | Eli Drake           | 1             | 1941+         |
| 49   | Kazushi Miyamoto    | 1             | 114           |
| 49   | Rob Terry           | 1             | 114           |
| 51   | Elix Skipper        | 4             | 111           |
| 52   | C.W. Anderson       | 1             | 109¤          |
| 52   | Pat Anderson        | 1             | 109¤          |
| 54   | Ricky Steamboat     | 1             | 104           |
| 54   | Shane Douglas       | 1             | 104           |
| 56   | Dukes Dalton        | 1             | 98            |
| 56   | Low Ki              | 3             | 98            |
| 58   | B. G. James         | 2             | 91            |
| 58   | Konnan              | 2             | 91            |
| 58   | Johnny Swinger      | 1             | 91            |
| 58   | Simon Diamond       | 1             | 91            |
| 58   | Ron Killings        | 2             | 91            |
| 63   | Barry Windham       | 2             | 86            |
| 64   | Jeff Daniels        | 1             | 81            |
| 64   | Tim Renesto         | 1             | 81            |
| 66   | Steve Williams      | 1             | 71            |
| 66   | Terry Gordy         | 1             | 71            |
| 68   | Bobby Roode         | 2             | 68            |
| 68   | Eric Young          | 2             | 68            |
| 70   | Jerry Lynn          | 2             | 63            |
| 71   | Dustin Rhodes       | 1             | 58            |
| 72   | Kid Kash            | 2             | 57            |
| 73   | Brian Lee           | 1             | 56            |
| 73   | Slash               | 1             | 56            |
| 75   | Agent Gunn          | 2             | 43            |
| 75   | Agent Maxx          | 2             | 43            |
| 77   | Mosh                | 1             | 41            |
| 77   | Thrasher            | 1             | 41            |
| 79   | Kevin Northcutt     | 2             | 28            |
| 79   | Abyss               | 1             | 28            |
| 79   | Brother Devon       | 1             | 28            |
| 79   | Brother Ray         | 1             | 28            |
| 79   | Tully Blanchard     | 1             | 28            |
| 84   | Thomas Latimer      | 1             | 24            |
| 84   | Royce Isaacs        | 1             | 24            |
| 86   | The Amazing Red     | 1             | 21            |
| 86   | Jimmy James         | 1             | 21            |
| 88   | Mike Shane          | 1             | 20            |
| 88   | Todd Shane          | 1             | 20            |
| 90   | A. J. Steele        | 1             | 14            |
| 90   | Arn Anderson        | 1             | 14¤           |
| 90   | Christian York      | 1             | 14            |
| 90   | Joey Matthews       | 1             | 14            |
| 90   | Murder One          | 1             | 14            |
| 90   | Paul Roma           | 1             | 14¤           |
| 96   | D’Lo Brown          | 1             | 7             |
| 96   | El Gran Apolo       | 1             | 7             |
| 96   | Joe Legend          | 1             | 7             |
| 96   | Rick Fuller         | 1             | 7             |
| 100  | Reno Riggins        | 1             | 5             |
| 100  | Steven Dunn         | 1             | 5             |
| 102  | Big Bubba Pain      | 1             | 2             |
| 102  | Johnny Grunge       | 1             | 2             |
| 102  | L.A. Stephens       | 1             | 2             |
| 102  | Rocco Rock          | 1             | 2             |
| 105  | Dan Factor          | 1             | 1             |
| 105  | David Flair         | 1             | 1             |
| 105  | Glacier             | 1             | 1             |
| 105  | Jason Sugarman      | 1             | 1             |